# Finales de la WNBA
Las Finales de la WNBA (WNBA Finals) es la serie de campeonato de la Asociación Nacional de Baloncesto Femenina (Women's National Basketball Association o WNBA) y la conclusión de la postemporada de este deporte cada otoño. La serie fue nombrado el campeonato de la WNBA hasta 2002. 
La serie se juega entre los ganadores de la Conferencia Oeste y la Conferencia del Este. En la conclusión de la ronda de campeonato, el ganador de las finales de la WNBA se presenta el trofeo de campeón. Las Finales de la WNBA se ha jugado al final de cada temporada de la WNBA en la historia, la primera fue realizada en 1997. 
Desde 2005, el ganador de las finales de la WNBA se ha determinado a través de un formato de 2-2-1. Los primeros, segundo y quinto juego de la serie se juegan en el estadio del equipo que ganó la ventaja de campo por tener el mejor registro en la temporada regular.

## Historia
Las Finales de la WNBA eran originalmente un solo partido por el campeonato para decidir el campeón de la WNBA. Sin embargo, en 1998, después de la adición de los dos equipos, las Finales de la WNBA se convirtieron en una serie al mejor de tres partidos. En 2005, las Finales de la WNBA adoptaron un formato al mejor de cinco. Este final de la serie fue conocida como el Campeonato de la WNBA de 1997 a 2001, antes de cambiar para reflejar su contraparte de la NBA.
| Año  | Ganador        | Resultado | Perdedor         | MVP de las Finales |
| ---- | -------------- | --------- | ---------------- | ------------------ |
| 1997 | Houston Comets | 65 - 51   | New York Liberty | Cynthia Cooper     |
| 1998 | Houston Comets | 2 - 1     | Phoenix Mercury  | Cynthia Cooper     |

| Año  | Campeón del Oeste        | Resultado | Campeón del Este   | MVP de las Finales |
| ---- | ------------------------ | --------- | ------------------ | ------------------ |
| 1999 | Houston Comets           | 2 - 1     | New York Liberty   | Cynthia Cooper     |
| 2000 | Houston Comets           | 2 - 0     | New York Liberty   | Cynthia Cooper     |
| 2001 | Los Angeles Sparks       | 2 - 0     | Charlotte Sting    | Lisa Leslie        |
| 2002 | Los Angeles Sparks       | 2 - 0     | New York Liberty   | Lisa Leslie        |
| 2003 | Los Angeles Sparks       | 1 - 2     | Detroit Shock      | Ruth Riley         |
| 2004 | Seattle Storm            | 2 - 1     | Connecticut Sun    | Betty Lennox       |
| 2005 | Sacramento Monarchs      | 3 - 1     | Connecticut Sun    | Yolanda Griffith   |
| 2006 | Sacramento Monarchs      | 2 - 3     | Detroit Shock      | Deanna Nolan       |
| 2007 | Phoenix Mercury          | 3 - 2     | Detroit Shock      | Cappie Pondexter   |
| 2008 | San Antonio Silver Stars | 0 - 3     | Detroit Shock      | Katie Smith        |
| 2009 | Phoenix Mercury          | 3 - 2     | Indiana Fever      | Diana Taurasi      |
| 2010 | Seattle Storm            | 3 - 0     | Atlanta Dream      | Lauren Jackson     |
| 2011 | Minnesota Lynx           | 3 - 0     | Atlanta Dream      | Seimone Augustus   |
| 2012 | Minnesota Lynx           | 1 - 3     | Indiana Fever      | Tamika Catchings   |
| 2013 | Minnesota Lynx           | 3 - 0     | Atlanta Dream      | Maya Moore         |
| 2014 | Phoenix Mercury          | 3 - 0     | Chicago Sky        | Diana Taurasi      |
| 2015 | Minnesota Lynx           | 3 - 2     | Indiana Fever      | Sylvia Fowles      |
| 2016 | Los Angeles Sparks       | 3 - 2     | Minnesota Lynx     | Candace Parker     |
| 2017 | Minnesota Lynx           | 3 - 2     | Los Angeles Sparks | Sylvia Fowles      |
| 2018 | Seattle Storm            | 3 - 0     | Washington Mystics | Breanna Stewart    |
| 2019 | Connecticut Sun          | 2 - 3     | Washington Mystics | Emma Meesseman     |
| 2020 | Seattle Storm            | 3 - 0     | Las Vegas Aces     | Breanna Stewart    |
| 2021 | Phoenix Mercury          | 1 - 3     | Chicago Sky        | Kahleah Copper     |
| 2022 | Las Vegas Aces           | 3 - 1     | Connecticut Sun    | Chelsea Gray       |
| 2023 | Las Vegas Aces           | 3 - 1     | New York Liberty   | A'ja Wilson        |
| 2024 | Minnesota Lynx           | 2 - 3     | New York Liberty   | Jonquel Jones      |

1. ↑  Debido a la estructura de los playoffs de la WNBA en 1997, dos equipos de la Conferencia del Este se reunieron en el partido del campeonato
2. ↑  Debido a la estructura de los playoffs de la WNBA en 1998, dos equipos de la Conferencia Oeste se reunieron en la serie de campeonato
3. ↑  Debido a la estructura de los playoffs de la WNBA en 2016, dos equipos de la Conferencia del Oeste se reunieron en el partido del campeonato

## Destacadas
- Las Finales de 2003 fueron la más conocida por reavivar una rivalidad entre los entrenadores de los dos equipos, Los Angeles Sparks entrenador Michael Cooper y el exentrenador en jefe Bill Laimbeer de Detroit Shock. Ambos entrenadores eran fieros competidores de la NBA que jugaron en contra en las Finales de la NBA en 1988 y 1989.
- En 2001, el lugar #4 Charlotte Sting fue el lugar más bajo en llegar las Finales de la WNBA .
- En 2006, por primera vez que ningún primer lugar no participó en las Finales de la WNBA. Detroit y Sacramento eran 2 lugares.
- Las New York Liberty tiene más apariciones en Finales (4) sin ganar un campeonato.
- Las Detroit Shock es el tercero equipo en ganar múltiples campeonatos (después de Houston y Los Ángeles respectivamente). Sin embargo, son el primer equipo en ganar campeonatos no consecutivos.
- En 2006, por primera vez que el equipo con el mejor punto diferencial en la temporada regular no ganó las Finales de la WNBA o incluso avanzar a las finales de la WNBA. El Connecticut Sun tenía la mejor diferencia de puntos en el '06, pero fue derrocado en el choque en las Finales de la Conferencia Este.
- Las Detroit Shock fue la sede de las tres más grandes multitudes en la historia de las Finales (22,076 en el tercer partido de la Final de la WNBA 2003, 19,671 en el quinto partido de la Final de la WNBA 2006 y 22,076 en el quinto partido de las Finales de la WNBA 2007)
- Sólo tres franquicias de la Conferencia Este han ganado las Finales de la WNBA: en 1997 Houston Comets (que se trasladaron a la Conferencia Oeste del año siguiente); las Detroit Shock (que ahora están en la Conferencia del Oeste como Tulsa) y Indiana Fever en 2012.
- El partido de 2007 y cinco victoria de las Phoenix Mercury marcó la primera vez en la historia de la WNBA que un equipo ganó las finales mientras jugaba en la cancha de su rival.
- En 2008, las San Antonio Silver Stars se convirtieron en el primer equipo en la historia de las Finales de la WNBA en ser barridos en una serie de cinco partidos por las Detroit Shock.
- La serie final de 2009 se produjo en torno a un aumento del 60% de audiencia de la serie de la temporada anterior.
- Las Finales de la WNBA de 2011 fueron las primeras finales dirigida por dos mujeres.
- En 2014, las Chicago Sky se convirtieron en el primer equipo en aparecer en las Finales de la WNBA con un récord menor de .500.

## Apariciones en las Finales
Estadísticas a continuación se refieren a las serie de victorias y derrotas, no de partidos individuales.
- 1 Abandono la liga después la temporada de 2006
- 2 Abandono la liga después la temporada de 2008
- 3 Trasladado a Tulsa después de la temporada de 2009
- 4 Abandono la liga después la temporada de 2009

### Franquicias activas sin aparecer en las Finales
- Washington Mystics - fundado en 1998

## Récords
Esta tabla muestra una lista de récords a través de la historia de las Finales de la WNBA.
| Categoría                | Jugadora                    | Equipo                             | Fecha                                             | Información                                 |
| ------------------------ | --------------------------- | ---------------------------------- | ------------------------------------------------- | ------------------------------------------- |
| Puntos, individual       | Angel McCoughtry            | Atlanta Dream                      | 5 de octubre de 2011                              | 38 puntos                                   |
| Rebotes, individual      | Taj McWilliams-Franklin     | Connecticut Sun                    | 15 de septiembre de 2005                          | 16 rebotes                                  |
| Asistencias, individual  | Nikki Teasley Diana Taurasi | Los Angeles Sparks Phoenix Mercury | 29 de agosto de 2002 7 de septiembre de 2014      | 11 asistencias                              |
| Robos, individual        | Kristin Haynie              | Sacramento Monarchs                | 30 de agosto de 2006                              | 5 robos                                     |
| Tapones, individual      | Brittney Griner             | Phoenix Mercury                    | 7 de septiembre de 2014                           | 8 tapones                                   |
| Puntos, equipo           | N/A                         | Phoenix Mercury                    | 29 de septiembre de 2009                          | 120 puntos contra Indiana (T.E)             |
| Rebotes, equipo          | N/A                         | Detroit Shock                      | 8 de septiembre de 2007                           | 50 rebotes contra Phoenix                   |
| Asistencias, equipo      | N/A                         | Los Angeles Sparks                 | 1 de septiembre de 2001                           | 24 asistencias contra Charlotte             |
| Robos, equipo            | N/A                         | Connecticut Sun                    | 8 de octubre de 2004                              | 15 robos contra Seattle                     |
| Tapones, equipo          | N/A                         | Minnesota Lynx                     | 2 de octubre de 2011                              | 11 tapones contra Atlanta                   |
| Campeonatos, entrenador  | Van Chancellor              | Houston Comets                     | 1997-2000                                         | 4 campeonatos                               |
| Margen de victoria       | N/A                         | Phoenix Mercury                    | 9 de septiembre de 2014                           | 29 puntos de ventaja (97-68) contra Chicago |
| Espectadores, un partido | N/A                         | Detroit Shock                      | 16 de septiembre de 2003 16 de septiembre de 2007 | 22 076                                      |